# 12352 Jepejacobsen
A 12352 Jepejacobsen (ideiglenes jelöléssel 1993 OX6) a Naprendszer kisbolygóövében található aszteroida. Eric Walter Elst fedezte fel 1993. július 20-án.